# О государстве

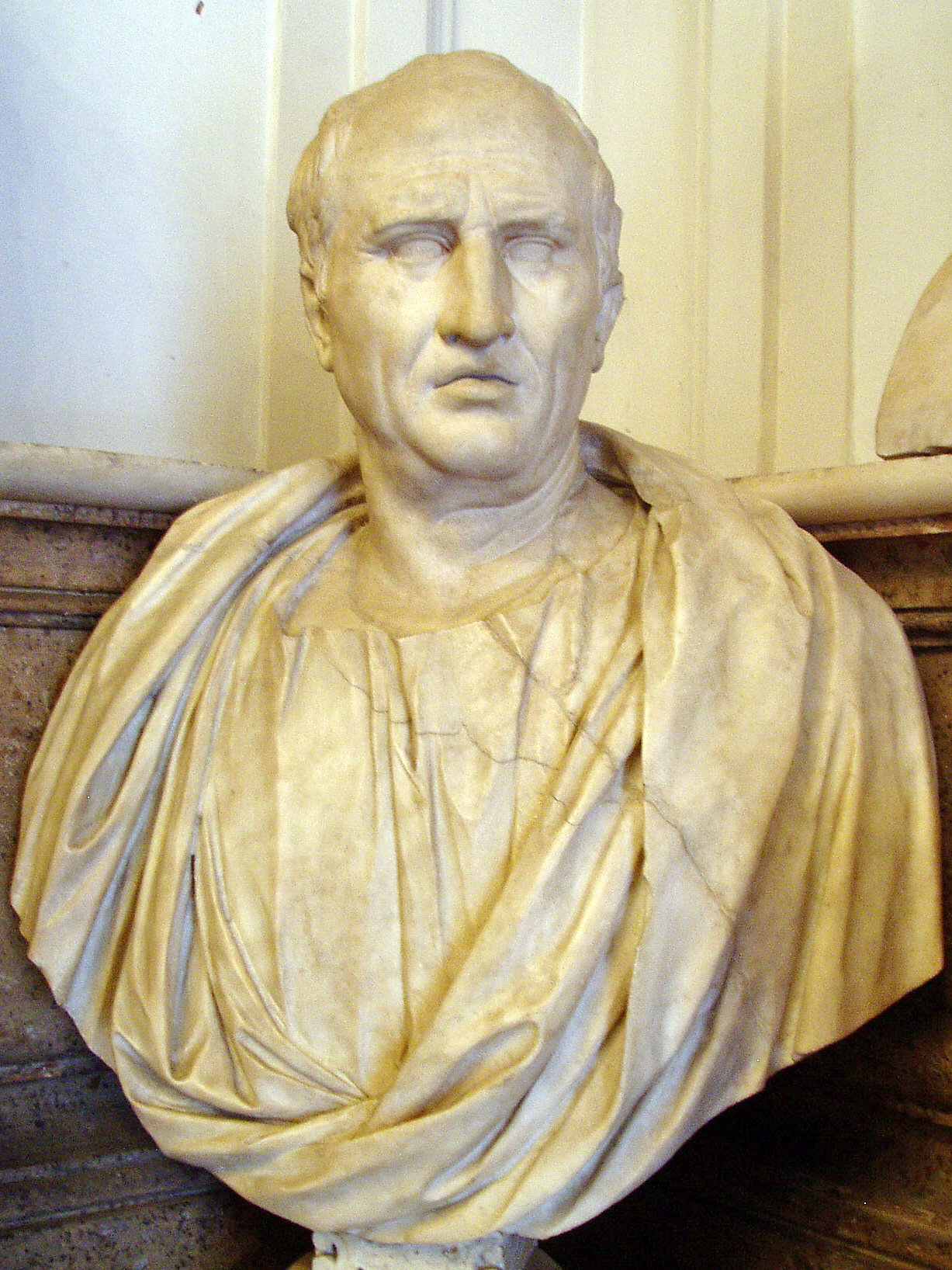
Цицерон. Мраморный бюст (Капитолийские музеи, Рим)

«О государстве» (лат. De re publica) — политический трактат Марка Туллия Цицерона, важный источник для изучения античной политической мысли. Опираясь на греческие политические трактаты, Цицерон развивал идеи о трёх формах государственного устройства, их достоинствах и недостатках, и видел идеальным государством смешанное устройство (конституцию), сложившееся в Римской республике. В заключении трактата высказывается идея о посмертном воздаянии за справедливость. Несмотря на сильное влияние греческой философии, основные идеи Цицерона оригинальны и опираются на особенности, присущие римской культуре.
Трактат написан в традиционной для античной философии форме диалога с отсылками к «Государству» Платона. Сочинение было популярно в Риме с момента публикации в 51 году до н. э. до V века н. э., но в Средние века все его рукописи были утеряны. Один из манускриптов был использован повторно, и в начале XIX века значительная часть текста была восстановлена с помощью химических реактивов, но главы, посвящённые обсуждению роли справедливости в государстве и качеств идеального политика, сохранились в небольших фрагментах.

## Содержание
Шесть книг сочинения описывают беседу, происходившую в течение трёх дней в загородном доме Сципиона Эмилиана (по две книги на один день). Каждый день участники диалога обсуждали новую тему — вопрос о наилучшем государственном устройстве в первый день (книги I—II), затем рассуждали о сущности государства и о роли справедливости (III—IV), после чего обдумывали качества наилучшего политика (V—VI). Описанию событий каждого дня предшествуют три вступления: почти целиком сохранившееся в начале первой книги, частично — в третьей книге; из вступления к пятой книге сохранилось два фрагмента. Сохранность разных книг неодинаковая, меньше всего фрагментов осталось от книг III—V.

### Действующие лица диалога
Трактат написан в типичной для античных философских сочинений форме диалога. Ключевым персонажем, озвучивающим основные положения политической философии Цицерона, является Сципион Эмилиан. Всего в сочинении девять действующих лиц: Публий Корнелий Сципион Эмилиан Африканский; Гай Лелий Мудрый; Луций Фурий Фил; Маний Манилий; Спурий Муммий; Квинт Элий Туберон; Публий Рутилий Руф; Квинт Муций Сцевола; Гай Фанний.

### Книга I
Во вступлении к первой книге Цицерон несколько раз обращается к человеку, которому посвящён трактат, но не называет его по имени. Считается, что им был Квинт, брат Цицерона. Первая книга начинается с рассуждений на астрономические темы, но вскоре переходит к общефилософским, а затем и политическим вопросам. После выбора предмета обсуждения Сципион даёт определение государства как «достояния народа». Исходя из этого определения, Цицерон утверждал, что народ делегирует управление государством в руки магистратов, которые осуществляют повседневное руководство ради всеобщего блага. В середине первой книги Цицерон представляет своё видение античной теории о трёх формах государственного устройства (в греческой традиции — демократия, аристократия, монархия, у Цицерона — civitas popularis, civitas optimatium, regnum). Развивается идея о постепенном их вырождении и признаётся отсутствие единственно правильной «чистой» формы правления. Идеальной формой государственного устройства Цицерон устами Сципиона называет смешанную конституцию, объединяющую достоинства трёх «чистых» форм, но не имеющую их недостатков. Образцом смешанной конституции Сципион считает устройство Римской республики.

### Книга II
В книге II рассматривается история формирования римского государственного устройства от основания Рима Ромулом. Сципион доказывает, что удалённое от побережья место основания города оказалось удачным выбором, хвалит Ромула за решение разделить власть с сенатом, а римлян — за решение выбирать царей, а не вводить наследование власти. Затем Сципион рассказывает о периодах правления Нумы Помпилия, Тулла Гостилия, Анка Марция, Тарквиния Древнего, Сервия Туллия. Правление Тарквиния Гордого служит примером для вырождения монархии в тиранию. Сципион показывает окончательное складывание смешанного государственного устройства на материале ранней Римской республики (конец VI — начало V века до н. э.). Окончание книги сохранилось фрагментарно.

### Книга III
В книге III Сципион играет второстепенную роль, а большую часть диалога занимает полемика Фурия Фила и Лелия. Первый говорил о том, что для государства несправедливость может быть полезна, второй защищал роль справедливости в государстве. Этот обмен мнениями отчасти повторял два последовательных выступления философа Карнеада в Риме в 155 году до н. э., но в обратном порядке, хотя допускается и влияние «Государства» Платона.

### Книга IV
Плохая сохранность сочинения не позволяет полностью восстановить содержание книги IV. Предполагается, что Цицерон устами Сципиона излагал идеи стоиков, доказывая, что римское государственное устройство наилучшим образом раскрывает естественную справедливость, или показывал, как справедливость принимает конкретные формы в законодательстве. Во многих из сохранившихся фрагментов анализируются римские социальные институты. Считается, что в конце второй книги устами Туберона и Сципиона автор кратко анонсировал содержание четвёртой книги.

### Книга V
В сохранившихся фрагментах рассматриваются различные качества идеального государственного деятеля и этические вопросы.

### Книга VI

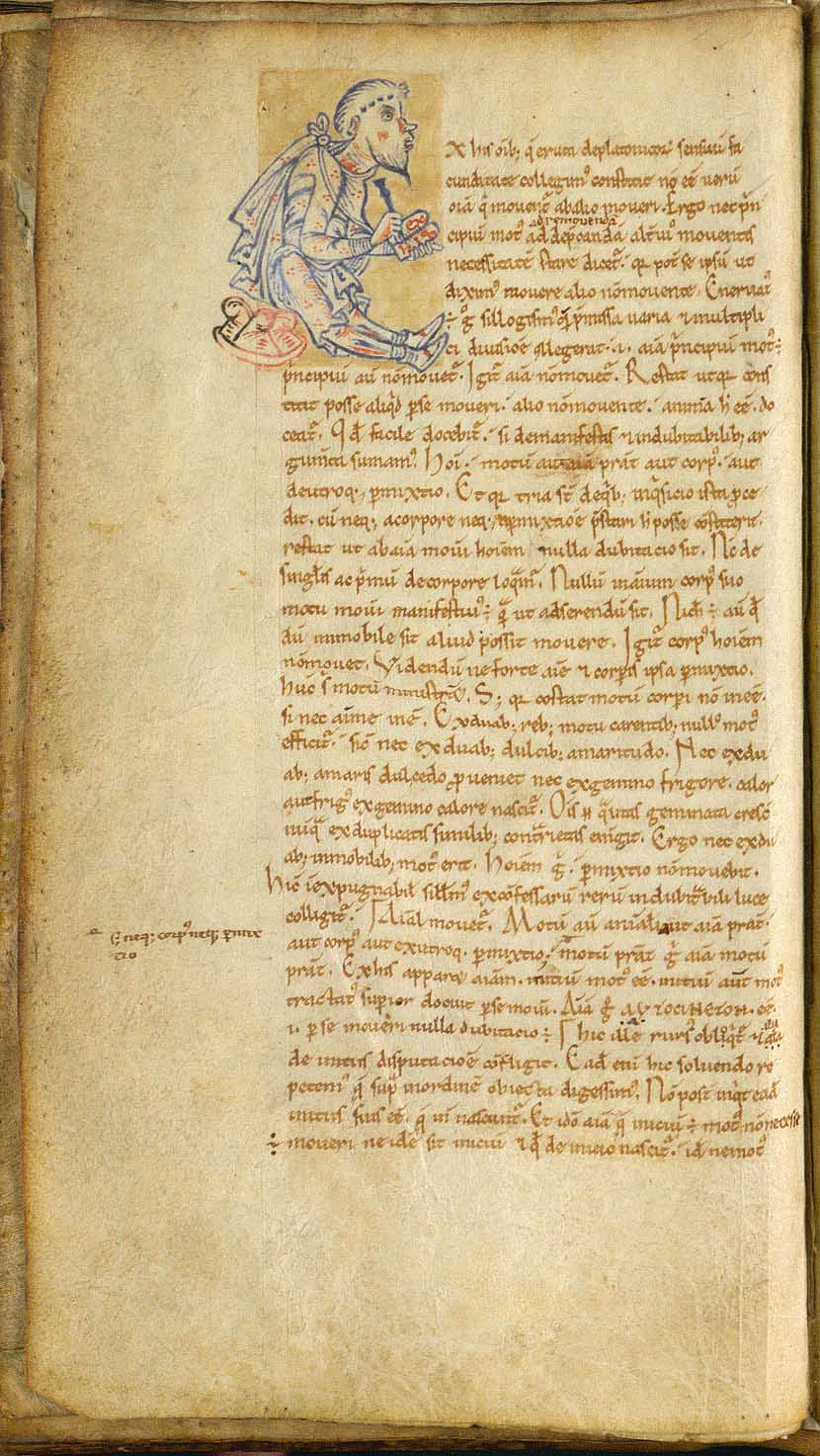
Страница из рукописи Макробия XII века с комментарием ко «сну Сципиона»

В книге рассматривался вопрос о роли государственного деятеля в кризисную эпоху. Завершается книга знаменитым «сном Сципиона», в котором Цицерон излагает картину мира, известную как гармония сфер. Сципион Эмилиан вспоминает появление во сне Сципиона Африканского, который рассказывает о расположенном в космосе загробном мире и убеждает приёмного внука в существовании посмертного воздаяния за справедливость на Земле. Стремление же к земной славе Сципион-старший считает ничтожным.

## Датировка. Обстоятельства и процесс написания
После консульства Цицерона (63 год до н. э.), завершившегося разгромом заговора Катилины, он на некоторое время стал одним из наиболее влиятельных политиков в государстве. Вскоре, однако, Гай Юлий Цезарь, Гней Помпей Великий и Марк Лициний Красс сформировали первый триумвират, нарушивший баланс власти в Римской республике. В феврале 58 года до н. э. недавно избранный народным трибуном Публий Клодий Пульхр, давний враг Цицерона, предложил принять закон об изгнании магистратов, причастных к казни без суда римских граждан. Закон был явно направлен против Цицерона за его действия пятилетней давности. Предположительно 20 марта закон был утверждён народным собранием, и Марк Туллий покинул город. Вскоре после этого сторонники Клодия сожгли дом Цицерона в Риме, разграбили его виллы, а сам трибун добился принятия закона о запрете предоставлять Цицерону убежище ближе, чем в 500 милях от Рима. В Южной Италии, а затем в Македонии Цицерон почти полтора года ожидал разрешения вернуться в столицу. Усилиями сторонников Цицерона и при поддержке Помпея 4 августа 57 года до н. э. был принят закон, ликвидировавший юридические основания для его изгнания, и Цицерон немедленно приплыл из Диррахия в Брундизий. Тем не менее, его влияние в Римской республике не восстановилось: на улицах постоянно происходили беспорядки, коррупция на выборах магистратов достигла угрожающих масштабов. Письма Цицерона к друзьям и брату демонстрируют критическое отношение к происходящим событиям и отчаяние от невозможности что-либо изменить. Существенное влияние на фактическое отстранение Цицерона из политики оказали триумвиры на встрече в Луке в 56 году до н. э.. Эндрю Линтотт считает, что распространённая точка зрения о фактическом устранении Цицерона из публичной политики неверна. По его мнению, Цицерон был по-прежнему активно вовлечён в общественную жизнь, и новый трактат был посильным вкладом в текущую политику. Приезд в Рим многих греческих интеллектуалов побудил Цицерона к литературным экспериментам, в которых прослеживалось греческое влияние (Катулл, Лукреций).
В тот период Цицерон много занимался адвокатской практикой, литературой (начал писать стихотворную поэму «О моём времени») и теорией риторики и политики. В 55 году до н. э. он закончил трактат «Об ораторе» и вскоре приступил к первому политическому сочинению — «О государстве», начало работы над которым традиционно относят к 54 году до н. э. Эта датировка основана на переписке Цицерона: двух письмах к брату Квинту и одним письмом к другу Титу Помпонию Аттику. В письме к брату, которое датируется маем 54 года до н. э., Марк Туллий пишет о неспешной работе над сочинением, которое он назвал греческим словом «πολιτικά» («Политика», в переводе писем Цицерона на русский язык — «Государство»). В письме к Аттику (около 1 июля) Цицерон сообщает об основных действующих лицах диалога. Работе над трактатом летом 54 года до н. э. мешали занятость Цицерона в судах и сильная жара. В письме к брату осенью того же года Цицерон говорит о трудностях в работе над трактатом, что было вызвано изменением общей концепции. Он вновь называл участников диалога «О государстве», хотя упомянул о задумке составить девять книг, которые бы излагали беседы в течение девяти дней.
С начала XIX века существует и версия о том, что Цицерон начал работу над трактатом ещё в 63 году до н. э., но в настоящее время она не поддерживается исследователями. Эта гипотеза основана на признании Цицерона в трактате «О дивинации», будто трактат написан, когда он «ещё держал в руках кормило управления республикой», что может трактоваться как указание на консульство. Точная дата завершения и публикации трактата неизвестна, но обычно называется 51 год до н. э. — год, когда Цицерон стал наместником провинции Киликия. В мае того года Марк Целий Руф завершил письмо к Цицерону словами «Твои книги о государстве (tui politici libri) высоко ценятся всеми», а летом того же года Цицерон в письме к Аттику намекнул, что он сможет прочесть этот трактат впервые.
Действие диалога в недалёком прошлом, когда, по мнению Цицерона, Римская республика процветала, было авторской задумкой с самого начала работы над трактатом. Осенью 54 года до н. э. он по совету своего приятеля Гнея Саллюстия решил перенести действие в современную эпоху, сделав себя одним из главных героев. В дальнейшем Цицерон вернулся к первоначальному плану. Допускается, что отказ поместить действие диалога в современную ему эпоху был вызван опасением автора задеть кого-либо из влиятельных политиков. Впрочем, Пьер Грималь полагает, что полного возврата к изначальному замыслу не произошло, и Цицерон выбрал промежуточный вариант, рассказав о современных событиях и представив диалог в окружении Сципиона как услышанный в молодости рассказ очевидца Публия Рутилия Руфа. Историческая достоверность сочинения неясна, но сам факт существования такого диалога обычно признаётся вымышленным — осенью 129 года до н. э. участников больше беспокоил политический кризис, вызванный реализацией аграрной реформы Тиберия Гракха. Характер упоминаемого Цицероном отзыва Саллюстия считается доказательством того, что современники автора считали диалог вымышленным.

## Влияние предшественников. Источники

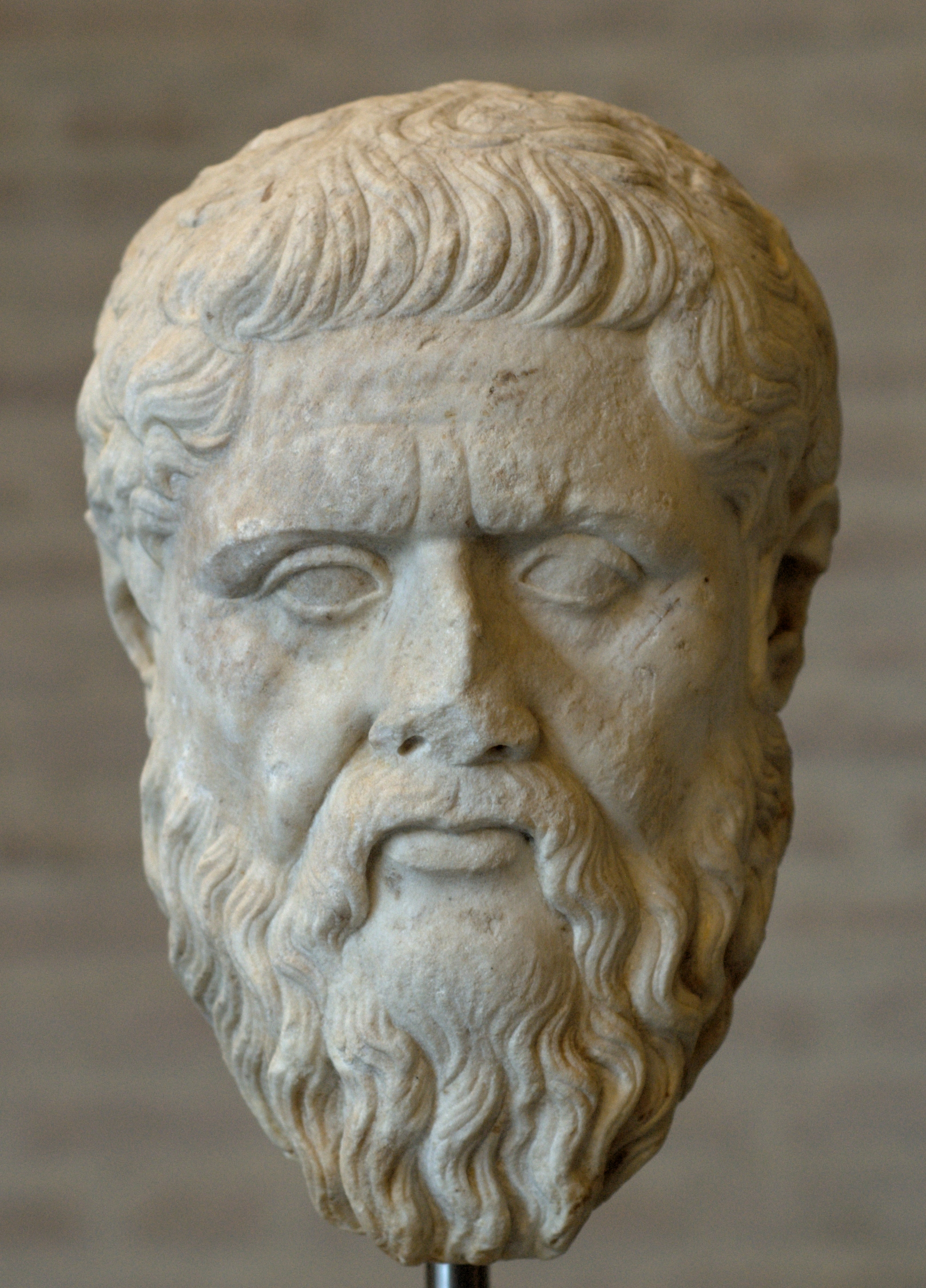
Платон. Римская копия (Мюнхенская глиптотека)

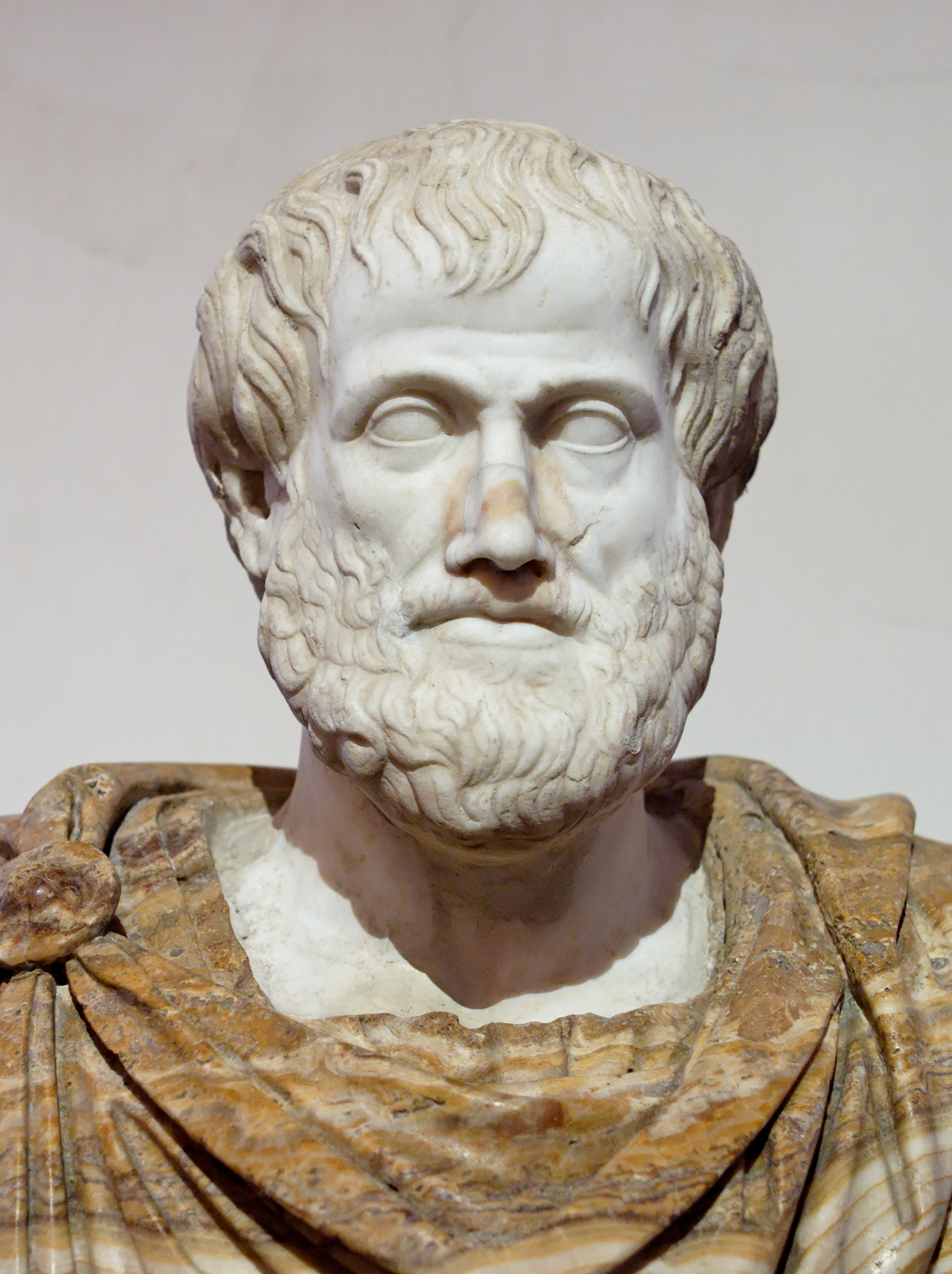
Аристотель. Римская копия Лисиппа (Палаццо Альтемпс, Рим)

Считается общепризнанным, что сочинение «О государстве», как и большинство других трактатов Цицерона, было написано под сильным греческим влиянием. Масштабы и характер влияния греческой политической философии на трактат неясны. Установлению источников заимствования или вдохновения мешает крайне фрагментарная сохранность сочинений философов III—I веков до н. э. По античной традиции, Цицерон нечасто указывает на заимствование идей, в результате чего в «О государстве» Панетий упоминается как возможный источник сведений лишь дважды, Полибий — трижды, Платон — 9 раз. Не являлась оригинальной и основная мысль сочинения: Цицерон не был первым, кто попытался приспособить учение о смешанном государственном устройстве к римским политическим реалиям, впервые об этом задумался грек Полибий.

### Греческое влияние на форму трактата
На форму сочинения наибольшее влияние оказал Платон. Традиционно это сочинение рассматривают как написанное под влиянием «Государства» или даже как прямой оммаж великому греческому философу. В обоих случаях трактат о государственном устройстве стилизован под происходящий во время праздников диалог с несколькими участниками, хотя активно беседуют всего несколько человек. Цицерон вслед за Платоном начинает диалог с отвлечённых тем, обсуждает похожие вопросы и завершает его мистической картиной. В обоих случаях диалогическая форма трактата выглядит отчасти искусственной: за исключением третьей книги, длинные рассуждения Сципиона прерываются лишь небольшими репликами других участников (существует предположение, что в полной версии трактата диалог был интенсивнее). Обнаруживаются и некоторые черты сходства трактата с «Федоном» греческого автора — в частности, действие диалога на последнем году жизни главного героя и внимание к теме жизни после смерти. В трактате обнаруживают и некоторое влияние другого диалога Платона — «Тимей».
Отдельные фрагменты «О государстве» считаются переводом «Государства» Платона, в других его влияние признаётся очевидным. По мнению Дэвида Хама, в наибольшей степени на платоновский диалог похожа третья книга трактата. Последовательное изложение в этой книге двух противоположных точек зрения на справедливость с последующим их синтезом он считает явным заимствованием диалектических принципов Платона и его учителя Сократа, хотя форму третьей книги обычно считают навеянной двумя публичными выступлениями философа Карнеада в Риме. Обнаруживаются и другие черты структурного сходства с «Государством» Платона, вплоть до количества аргументов, и устанавливаются соответствия между действующими лицами сочинений, с поправкой на изменение их идей. К схожим выводам пришёл и Малкольм Шофилд. На основе  количества упоминаний в обширной переписке Цицерона, Энтони Лонг пришёл к выводу, что «Государство» было одним из любимых платоновских сочинений Цицерона. Михаэль фон Альбрехт, однако, считает, что все три политических трактата Цицерона «оформлены как аристотелевские диалоги». Основными чертами сходства с Аристотелем исследователь считает длинные последовательные речи и личное обращение в начале каждой книги. О «Политике» Аристотеля вспоминает и Ланселот Уилкинсон, говоря о предшественниках трактата Цицерона. Джон Диллон и Рене Брауэр, напротив, осторожны в оценках влияния Аристотеля, поскольку рукописи его трактатов в I веке до н. э. были малодоступны. Михаэль фон Альбрехт предполагает, что действие диалога в прошлом — результат влияния не Платона, а Гераклида Понтийского или его учеников.
Различные греческие философские школы по-разному подходили к постижению истины в диалогах и придавали неодинаковое значение роли ведущего в дискуссии. Как правило, явным выразителем мыслей Цицерона в трактате признаётся Сципион, занимающий роль, схожую с Сократом в сочинениях Платона. Опираясь на традиционное видение роли Сципиона в трактате, Петер Штайнмец пришёл к выводу о близости Цицерона не к скептической, а к перипатетической традиции диалогов. Мэттью Фокс, напротив, оспаривает и сам традиционный взгляд на Сципиона как явного выразителя мыслей Цицерона. По его мнению, этот образ сформировался из-за плохой сохранности последних книг трактата, а в сохранившихся фрагментах третьей—шестой книг он обнаруживает черты отхода от концепции одного выразителя взглядов автора, что Цицерон развил в поздних философских сочинениях.

### Источники

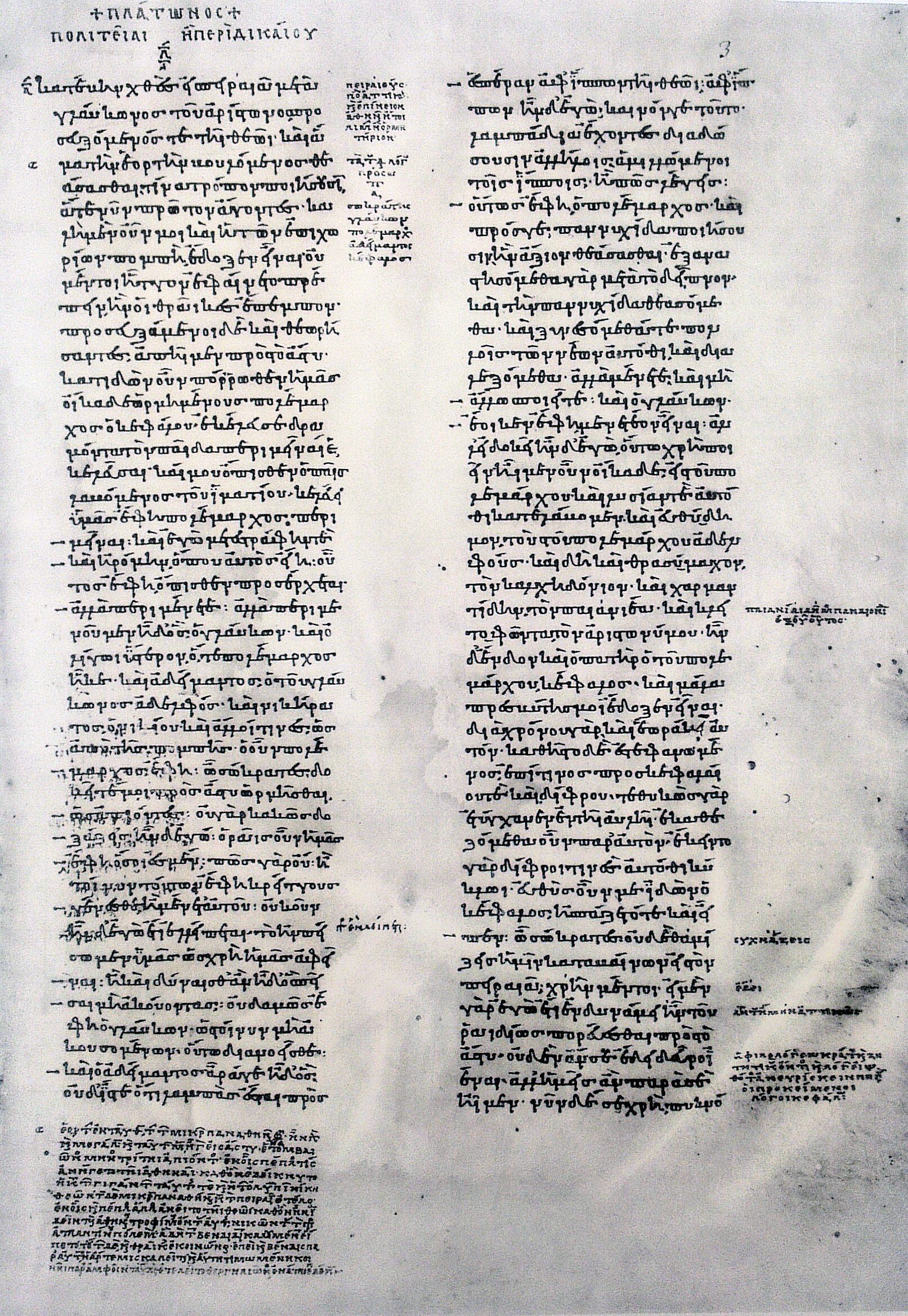
Страница из рукописи «Государства» Платона (Codex Parisinus Graecus 1807). Около 900 года

### Оригинальность
Несмотря на сильное влияние греческой политической философии, «О государстве» считается одним из наиболее оригинальных философских сочинений Цицерона, имеющим ряд римских особенностей. Михаэль фон Альбрехт предполагает, что оригинальный характер трактата обусловлен особым отношением автора к предмету. Так, если по общефилософским вопросам Цицерон часто ограничивается пересказом существующих греческих теорий о природе и человеке, то в «О государстве» он полемизирует с известными ему учениями по многим важнейшим положениям. Похожая картина наблюдается в риторических и других политических трактатах римского автора — Цицерон активнее рассуждает и свободнее обращается с источниками именно в сферах своей компетенции. На стремление к оригинальности указывает и начало основной дискуссии в первой книге: Фил просит Сципиона превзойти все греческие сочинения, и тот осторожно соглашается.
Ряд особенностей трактата отсутствует в сочинениях более ранних авторов. Так, Цицерон дал краткое определение государству. Несмотря на несомненное влияние Платона, Цицерон резко критикует его утопический подход и помещает идеальное государство не в мире абстрактных идей, а на Земле. «Государство Платона — идея, государство Цицерона — историческая реальность», — резюмирует различные подходы двух авторов Сергей Утченко.
Цицерон не принадлежал ни к одной из философских школ и оставался эклектиком, что отразилось и в «О государстве». Так, несмотря на следование основным идеям стоиков, Цицерон не является в полной мере сторонником их идей в политике, склоняясь при необходимости к аргументам их оппонентов. Например, идея о потребности людей в безопасности, которая служит одной из отправных точек концепции государства у Цицерона, характерна скорее для эпикурейской философии. Внешнее сходство конституционных концепций Полибия и Цицерона нарушается их решительным расхождением в рассуждениях об эволюции государств, происхождении общества и по другим вопросам.

## Политические идеи

### Определение государства
Итак, государство есть достояние народа, а народ не любое соединение людей, собранных вместе каким бы то ни было образом, а соединение многих людей, связанных между собою согласием в вопросах права и общностью интересов.Оригинальный текст (лат.)[Est igitur, inquit Africanus], res publica res populi, populus autem non omnis hominum coetus quoquo modo congregatus, sed coetus multitudinis iuris consensu et utilitatis communione sociatus.
По мнению Нила Вуда и Томаса Митчелла, Цицерон первым из античных политических философов дал формальное определение государства. Зависимость определения Цицерона от греческих предшественников оценивается по-разному. Чаще всего отмечают влияние Панетия и Аристотеля, хотя начиная с конца XX века и сторонники влияния Аристотеля признают значительную оригинальность определения. Малкольм Шофилд подчёркивает близость его определения греческим взглядам на общество, допуская влияние грека Полибия или римлянина Варрона. Пьер Грималь делает вывод об оригинальности определения Цицерона. Джед Аткинс не обнаруживает в определении государства никакого влияния стоиков и отмечает чисто внешнее сходство определения Цицерона с аристотелевским. Стэнфордская философская энциклопедия характеризует его определение как самобытное. Допускается, что влияние Аристотеля могло проявиться не в содержании определения, а в самом решении Цицерона определить предмет трактата в начале сочинения. Рене Брауэр видит в определении исключительно влияние римских понятий. Нидерландский исследователь предполагает, что и решение дать определение в начале труда, и различия в содержании являются осознанной полемикой с Платоном. Существует точка зрения, что res publica Цицерона не является обозначением любого государства: само это понятие сформировалось в эпоху Возрождения и раннее Новое время, а в античную эпоху абстрактного термина ещё не существовало.
Основная часть определения Цицерона (res publica res populi) в оригинале является непередаваемой игрой слов. Смысл его заключается в указании на государство как собственность народа, в том числе и с помощью этимологии. Далее в трактате Цицерон ещё 7 раз в разных формах повторил эту формулу, подчёркивая идею о государстве как объекте владения. Развивая свою мысль, Цицерон использует термин «вещь» (res) в юридическом смысле и начинает анализировать государство как имущество с точки зрения римского права, которое народ может вернуть себе от тиранов. Допускается, впрочем, и метафорическое использование термина res.
Важным элементом второй части определения является противопоставление coetus и societas. Техническому термину coetus, указывающему на любое соединение или спонтанную сходку людей, противопоставляется societas — чисто римское понятие, закрепившееся в гражданском праве сравнительно недавно усилиями Квинта Муция Сцеволы Понтифика. Под этим термином понималось объединение людей, основанное на взаимном согласии.
Происхождение части определения о «согласии в вопросах права» неясно, как и точный смысл оборота. В зависимости от интерпретации это согласие может отсылать как к диалогу «Критон» Платона, так и к чисто римскому пониманию права. Пьер Грималь указывает на существенную разницу между стоическим Законом и цицероновым Правом (ius), склоняясь к римским корням определения. Наконец, указание на «общность интересов» (communio utilitatis) рассматривается и как заимствование из греческой философии, и как результат римских наработок при внешнем сходстве с Аристотелем.
К понятию res publica близок латинский термин civitas (гражданская община, от civis — гражданин). Цицерон иногда использует их как синонимы, но чаще civitas указывает на сам гражданский коллектив, общество без политической надстройки. По сравнению с res publica этот термин считается менее нормативным.

### Формы государственного устройства

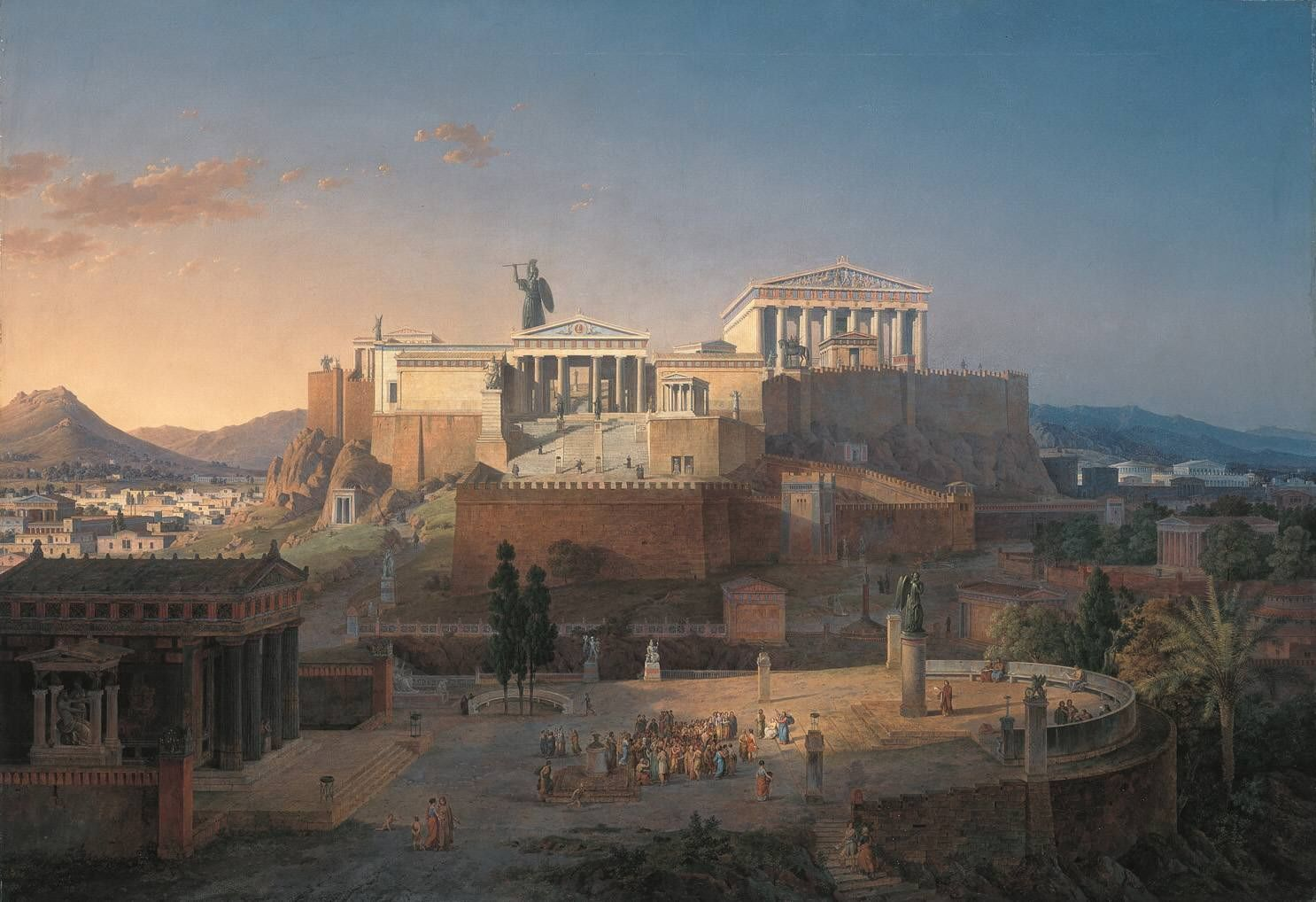
Лео фон Кленце. Афинский акрополь в период расцвета (1846, Новая пинакотека, Мюнхен)

Следуя греческим философам, Цицерон выделил три основных формы (вида) государственного устройства, или конституции — монархию (regnum — «царская власть»), аристократию (civitas optimatium, буквально — «община лучших») и демократию (civitas popularis, буквально — «народная община»). Основным признаком Цицерон видит вовлечение в непосредственное управление государством одного, нескольких или многих людей, замечая при этом, что оно должно быть направлено на нужды общества. Ориентируясь на греческую классификацию, Цицерон не стал заимствовать лексику, а ввёл латинские термины. В том, что res publica могла быть и монархией, исследователи не видят противоречия, поскольку связь между этим термином и представительской формой правления сложилась значительно позже в новоевропейских языках. Примерами монархий римский автор называет Персию в правление Кира и Римское государство при Ромуле, Нуме Помпилии и Сервии Туллии, эталонной аристократией — Массилию, демократиями — Афины и Родос.
Вслед за греческими политическими мыслителями Цицерон различает «чистые» и «искажённые» формы (виды) государственного устройства. В сохранившихся частях трактата, впрочем, эта классификация изложена фрагментарно и тезисно. Искажёнными формами монархии, аристократии и демократии Цицерон считал деспотизм или тиранию (dominatus, tyrannus), олигархию (potestas factionis), охлократию или власть толпы (dominatus multitudinis) соответственно. В третьей книге Цицерон отмечает, что общину с искажённым устройством нельзя назвать государством, поскольку она не удовлетворяет его определению (эту идею он развил в «Парадоксах стоиков»). Допускается, что по этой причине римский автор и не рассматривал подробно не-государства в своём сочинении. Примерами тирании Цицерон называет Дионисия в Сиракузах, Фалариса в Агригенте, Писистрата в Афинах и Тарквиния Гордого в Риме, олигархии — тридцать тиранов в Афинах, децемвиров в Риме.
Ведь как только царь вступит на путь сколько-нибудь несправедливого владычества, он тут же станет тиранном, то есть самым отвратительным, самым омерзительным и самым ненавистным для богов и людей существом, какое только возможно вообразить себе.
Цицерон неоднократно высказывает своё отношение к простым формам государственного устройства, проводя подобие их внутренней градации. Три чистых простых конституции он оценивает выше трёх искажённых. Среди чистых конституций выше остальных он ставит монархию, а наихудшей из возможных считает её искажённую форму — тиранию. Аристократия удостаивается высокой оценки Цицерона — почти такой же высокой, что и монархия. Наименее предпочтительной из чистых конституций он считает демократию. Выбор монархии в качестве наиболее предпочтительной формы правления признаётся необычным. Из-за значительных отличий в аргументации о преимуществах монархии исследователи допускают, что часть дискуссии о преимуществах чистых конституций не сохранилась. Присутствующие у Сципиона соглашаются, что цари и аристократы подавляют свободу простого народа, но при рассуждении о достоинствах монархии Сципион делает акцент на преимуществах управления. Участниками управления государством при аристократическом строе (civitas optimatium) Цицерон назвал «лучших людей» (оптиматов — термин, использующийся также для обозначения консервативных политических взглядов в поздней Римской республике), под которыми он понимает людей с лучшими суждениями, и ни в коем случае не всех богатых. Он подчёркивает в «О государстве» и «Об обязанностях», что правители в аристократическом государстве должны руководствоваться не собственными интересами, а потребностями всего гражданского коллектива, поскольку именно народ доверил им право управления. Такой порядок Цицерон считает весьма перспективным.
После классификации форм (видов) государственного устройства и краткого рассмотрения их достоинств и недостатков Цицерон заявляет, что недостатки простых форм приводят к их деградации, которая выливается в перерождение в свою искажённую противоположность или в радикальную смену государственного устройства. Понимание Цицероном причин деградации государств аристотелевское, что отличает римского автора от Платона и Полибия, считавших их перерождения естественным и неизбежным процессом. Кроме того, Цицерон полагает, что государство может переродиться в любую другую форму, а не только в последующую.
Помимо классификации государств по типу правления, Цицерон делит конституции на созданные одним законодателем и на сформировавшиеся в течение длительного времени. Последние для него являются предпочтительными. Мотивируя свой выбор, он ссылается на слова Катона Старшего о том, что даже самым мудрым законодателям не хватает прозорливости предвидеть все возможные случаи. Эта классификация государств применяется Цицероном реже.

### Идеальное государство. Смешанная конституция
...государство должно быть устроено так, чтобы быть вечным.
После описания некоторых достоинств и критических недостатков простых конституций Цицерон заявляет о способе прервать круговорот их вырождений и изменений. Наиболее сбалансированным он называет смешанное государственное устройство (temperatio) — идея, заимствованная у Полибия или Дикеарха. Мысль о смешанном устройстве государства как наилучшем, впрочем, не была оригинальной — её впервые высказал ещё историк Фукидид. Объяснения Полибием преимуществ смешанной конституции иногда признаются схематичными (Йозеф Фогт, Сергей Утченко). В отличие от Полибия, для Цицерона более важно, что смешанное государственного устройство позволяет лучше выразить идею справедливости. Стабильность же он ставит на второе место по значимости. Благодаря сглаживанию недостатков смешанная конституция, по Цицерону, застрахована от вырождения и попадания в круговорот постоянно меняющихся форм государственного устройства. Ещё одним важным достоинством смешанного устройства является «[великое] равенство» (aequibilitas). В сохранившейся части трактата, впрочем, прямых похвал смешанной конституции не очень много. Более того, в первой книге наилучшим государством может показаться монархия. По замечанию Джеймса Цетцеля, «одобрение Сципионом монархии настолько искусное, а смешанной конституции — настолько небрежное, что можно подвергнуть сомнению веру Сципиона (или Цицерона) в изложенную теорию». Помимо Рима, смешанное государственное устройство Цицерон обнаруживает в Спарте и Карфагене.
Вторая книга «О государстве» демонстрирует становление смешанной конституции («конституционную предысторию», по выражению Йорна Мюллера) в Риме от основания города до периода своего расцвета — начиная с законов Валерия—Горация (449 год до н. э.) до трибуната Тиберия Гракха (133 год до н. э.). Этот очерк преследует две цели: описать свойства римской конституции через её историю и доказать оптимальный характер конституции. Цицерон не претендовал на доскональное изложение истории Римского государства, а отбирал материалы исходя из потребностей изложения. Акцент делался на тех деталях, которые объясняли особый римский путь и превосходство римской конституции. Завершение рассказа не сохранилось — Цицерон конспективно изложил историю правления римских царей и события первых десятилетий после их свержения, после чего сохранившийся текст обрывается. Основываясь на предполагаемом размере лакун в тексте и структуре сочинения, Курт фон Фриц предположил, что Цицерон сознательно не довёл описание развития римского государственного устройства до современной участникам диалога эпохи. Версия о доведении истории римской конституции до середины V века до н. э. принимается и в настоящее время. Эндрю Линтотт допускает, что задачей Цицерона было указание основных этапов формирования римской конституции, а последующие события политической жизни были второстепенными для его концепции. Сергей Утченко предполагает, что в утерянных фрагментах трактата было «развёрнуто описание эпохи расцвета» (середина V — середина II века до н. э.). Хотя участники диалога соглашаются с идеей Катона о важности коллективного формирования римской конституции, это не приводит их к коллективистскому обезличенному рассмотрению истории: напротив, важным признаётся индивидуальный вклад каждого.
Одним из факторов стабильности римской конституции Цицерон считал систему сдержек и противовесов (compensatio) трёх её элементов, сформировавшуюся в течение первых столетий существования Римского государства. Его понимание этой концепции близко к изложенной Полибием, который рассмотрел её детальнее. Консулы в понимании Цицерона обладают монархической властью, сенат является органом власти аристократии (немногих), а плебейские трибуны и народное собрание образуют демократический элемент государственного устройства. Атрибутами консулов и прочих высших магистратов Цицерон называет силу (potestas), властные полномочия (imperium) и опеку (caritas), знати — авторитет (auctoritas) и совет (consilium), а простому народу автор оставляет свободу (libertas). На описании механизмов реализации сдержек и противовесов Цицерон не останавливается подробно. Права и обязанности граждан в идеальном государстве разделены между ними не поровну, а зависят от их положения в обществе. Влияние гражданина пропорционально его статусу, а простое уравнивание Цицерон считает несправедливым. Поэтому Цицерон отделяет свободу, под которой понимает прежде всего право голоса, от власти и влияния.

### Идеальный государственный деятель

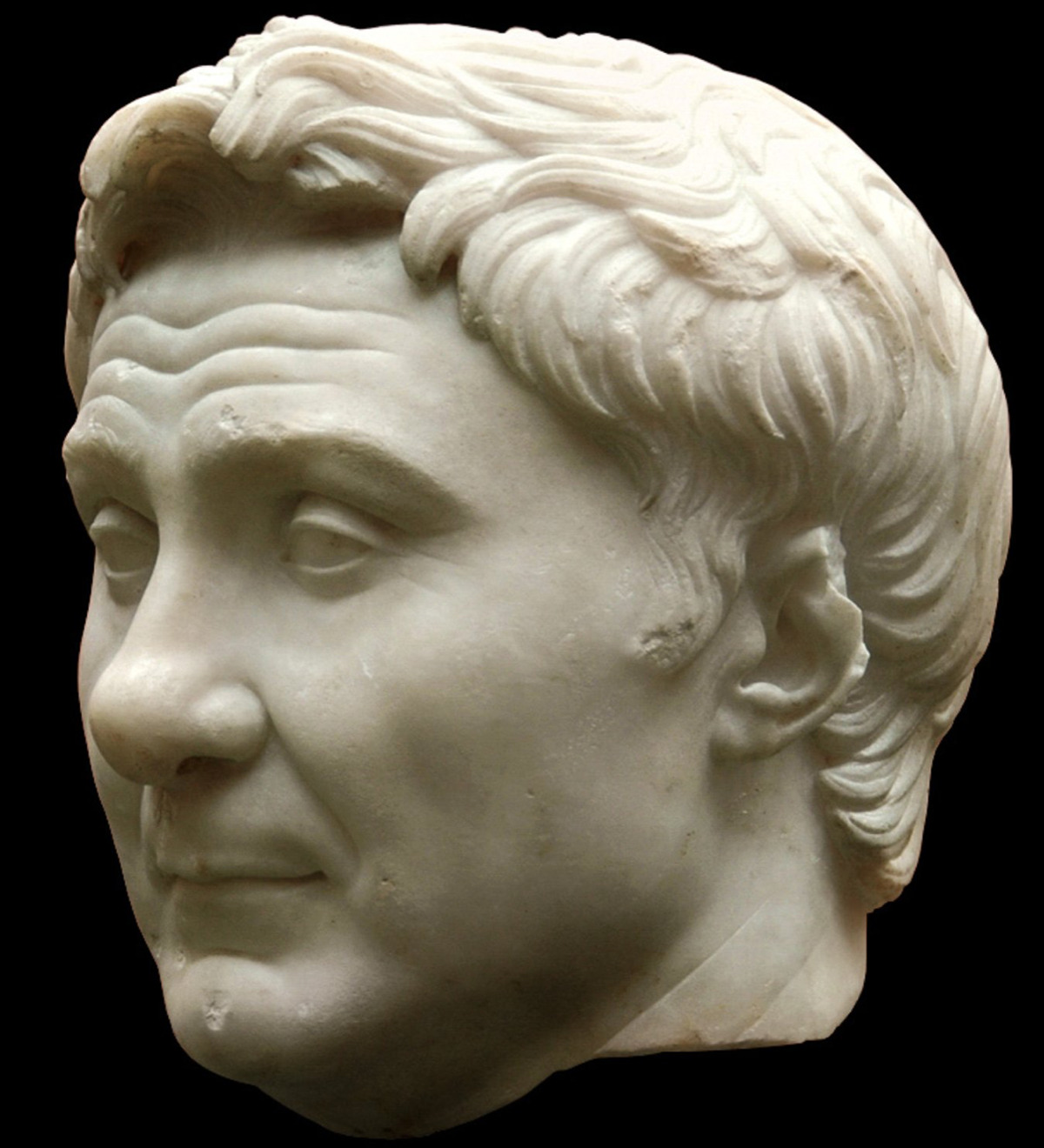
Гней Помпей Великий. Мраморный бюст (Новая глиптотека Карлсберга, Копенгаген)

Вопросу о качествах идеального государственного деятеля посвящена пятая книга. Поскольку этот человек, по мнению Цицерона, сумел бы мирно разрешить противоречия, возникающие в Римской республике, то в этой идее нередко видят идейное обоснование принципата. Отмечается, что построенная первым принцепсом Октавианом Августом система власти не соответствовала взглядам убеждённого республиканца Цицерона. Впрочем, одно из базовых положений Цицерона — потребность в надклассовом лидере, стоящем выше интересов отдельных людей, партий и социальных групп — было использовано Октавианом в обосновании своей власти. Политический смысл, который вкладывался Цицероном в понятие надклассового лидера (rector rei publicae, tutor et moderator rei publicae, princeps), остаётся предметом дискуссий в историографии. Осложняет решение данного вопроса фрагментарная сохранность последних двух книг трактата «О государстве». В конце XIX — начале XX века распространилась версия, что своим сочинением Цицерон готовил теоретическое обоснование формы правления, близкой к конституционной монархии. Сергей Утченко присоединялся к точке зрения Йозефа Фогта, критикующего монархическое толкование слов Цицерона, и видел в описанном им лидере аристократа, действующего в рамках республиканских установлений. Схожей точки зрения придерживается, например, Пьер Грималь, по мнению которого, Марк Туллий видел в описанном лидере не полноправного монарха, а прежде всего посредника в разрешении споров.
Эдуард Мейер развил идею о подготовке принципата Гнеем Помпеем, реализованной впоследствии Октавианом Августом (в противовес бытовавшим в начале XX века взглядам на Октавиана как продолжателя Цезаря). «О государстве» немецкий исследователь считал идейной подготовкой нового устройства. Аргументами в поддержку этой точки зрения считаются именование Помпея этими словами в личной переписке, а также анализ связи политики Помпея с теорией «О государстве» в одном из писем Цицерона к Аттику. Однако противники гипотезы указывают на возможность интерпретации этих обращений как республиканских и вполне традиционных. Маркус Уилер пришёл к выводу о явно неформальном характере задуманного Цицероном статуса, указав на неунифицированность терминологии для обозначения «модератора» и отсутствие всякого упоминания о нём в трактате «О законах», в котором римский автор попытался детализировать своё видение идеального государственного устройства. Уилер предположил, что Цицерон видел образцом модератора своего кумира Сципиона Эмилиана и предположил близость его идей к содержанию должности praefectura morum, созданной Цезарем для себя.
В историографии конца XX — начала XXI века доминирует мнение о немонархическом содержании, которое Цицерон вкладывал в понятие образцового государственного деятеля, а сочинение более не рассматривается как теоретическое обоснование перехода от республики к монархии. Аргументами в поддержку этой точки зрения считаются восхваление смешанной конституции в первой книге сочинения, заявление автора о желании описать наилучшего гражданина (optimus civis), а не правителя, и республиканские воззрения самого Цицерона.

### Государство и частная собственность
Цицерон считает охрану частной собственности одной из важнейших задач государства, что отличает его от греческих предшественников (в греческих утопиях обычно предлагалось обобществление имущества). Нил Вуд полагает, что Цицерон, вероятнее всего, первым в мировой философии в законченном и обоснованном виде выдвинул идею о защите частной собственности как одной из важнейших задач государства. Американский исследователь допускает, что Цицерон мог лишь обобщить традиционные римские представления об отношении к имуществу. Сходство Цицерона с Платоном и Аристотелем наблюдается лишь в консенсусе, что в идеальном государстве не должны править непосредственные производители материальных благ. Римский автор приходит к выводу, что неработающие собственники неизбежно должны править над работниками, не имеющими имущества, что на практике приводит к власти численного меньшинства. Тем не менее, Цицерон устами Сципиона прямо заявляет об ошибочности отождествления богатых с лучшими людьми: приход к власти богатых немедленно превращает аристократию в олигархию. Особо оговаривает он и существование различий между людьми по имущественному положению при равенстве их перед законом в демократически устроенном государстве.

### Римская исключительность
...приморским городам свойственны, так сказать, порча и изменение нравов; ибо они приходят в соприкосновение с чужим языком и чужими порядками, и в них не только ввозятся чужеземные товары, но и вносятся чуждые нравы, так что в их отечественных установлениях ничто не может оставаться неизменным в течение долгого времени. Жители этих городов уже не чувствуют привязанности к насиженному месту; нет, крылатые надежды и помыслы увлекают их вдаль от дома, и даже тогда, когда они сами остаются на родине, в душе они всё же удаляются прочь и странствуют.
Неоднократно Цицерон подчёркивает исключительность Рима, противопоставляя его преимущественно прибрежным греческим полисам. Автор отрицает пифагорейство и отстаивает римские корни религиозных реформ Нумы Помпилия, гордясь созданием римского государственного устройства не одним законодателем, а многими выдающимися людьми в течение длительного времени. Некоторые антигреческие выпады Цицерон связывает с резким критиком иноземной культуры Катоном Старшим, умершим за 20 лет до вымышленного диалога. Предполагается, что довольно подробная дискуссия о воззрениях Нумы Помпилия между участниками диалога (Манилием и Сципионом) была введена в повествование, чтобы подчеркнуть его самостоятельность — важную идею для концепции становления римского государственного устройства. Важнейшие составляющие римской исключительности для Цицерона — большая роль практического опыта, обычаев предков и сенатского авторитета (auctoritas). Вследствие этого Сципион и его друзья, хотя и имели репутацию филэллинов, ставили мудрость предков (sapientia maiorum) выше образования по греческим образцам.

### Космические параллели

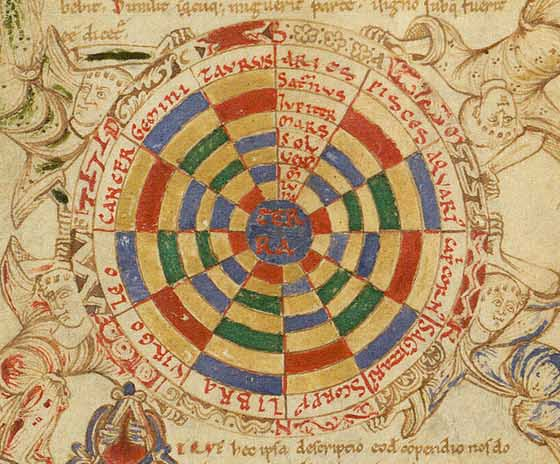
Астрономическая иллюстрация к рукописи Макробия XII века, комментировавшего «сон Сципиона»

Рассуждая о круговороте форм государственного устройства, Цицерон активно пользуется астрономической терминологией. Долгое время космическим аллюзиям не придавалось большого значения. В 2001 году Роберт Галлахер предположил, что отсылки к законам движения планет играли бо́льшее значение в трактате, нежели просто удачные метафоры. По его мнению, именно изучение астрономии повлияло на представления Цицерона о законах развития государств, что и выразилось в активном метафорическом использовании астрономических терминов для описания политической теории. Параллели с космическими законами позволили исследователю полнее раскрыть роль «Сна Сципиона» в трактате (по его версии, это кульминация всего сочинения), а также объяснить упоминание планетария Архимеда. Выводы Галлахера принял, в частности, профессор Университета Дьюка Джед Аткинс в монографии о политических взглядах Цицерона.

### Связь с другими политическими сочинениями Цицерона
Свои взгляды на идеальное государство Цицерон изложил не только в «О государстве», но и в более поздних трактатах «О законах» и «Об обязанностях».
Сочинение «О законах» было написано вскоре после «О государстве» — приблизительно в 52—51 годах до н. э. Сравнение, проведённое Цицероном между собой и Платоном, написавшим «Законы» после «Государства», считается неслучайным: допускается, что римский автор целенаправленно ориентировался на пример великого грека. Параллели между двумя диалогами не исчерпываются их последовательностью — диалоги об идеальном государстве происходят в прошлом, а о законах — в современную эпоху. Существует предположение, что «О законах» по крайней мере частично основан на материалах, которые Цицерон планировал включить в изначальную версию «О государстве» из 9 книг. Диалог «О законах», впрочем, остался незаконченным. Цицерон в «О законах» развивал многие идеи, заложенные в «О государстве», однако между двумя ними есть и существенные различия. В более раннем сочинении Цицерон говорит об идеальном государственном устройстве абстрактно и расплывчато, а во втором трактате он более конкретен и детален.
Через несколько лет Цицерон вернулся к политической теории, написав трактат «Об обязанностях» (конец 44 года до н. э.). Этот трактат рассматривается как важное дополнение к двум уже опубликованным политическим сочинениям. Оценивая его важность для политической философии, Энтони Лонг поставил этот трактат выше «О государстве» (англ. The De officiis, not the De re publica, is Cicero's Republic) и сравнил его роль с политическим завещанием. Другой исследователь творчества Цицерона Алан Дуглас предположил, что «Об обязанностях» является самым влиятельным светским прозаическим произведением в истории (англ. It is arguable that De Officiis is the most influential secular prose work ever written). В нём Цицерон развил многие идеи, заложенные в «О государстве». В этом сочинении Цицерон активнее использовал философию стоиков не как источник взглядов на общество, а как средство для исследования этики и политики.
Некоторые политические идеи, изложенные Цицероном в «О государстве», имеют отголоски в других его работах. В частности, определения государства перекликаются с рассуждением о его сущности в «Парадоксах стоиков» и с панегириком законам в речи за Клуенция. С некоторыми публичными выступлениями Цицерона перекликаются его идеи о праве как основе частной собственности.

## Особенности стиля
Цицерон тщательно обработал трактат «О государстве», придав ему возвышенную форму. В сочинении встречаются устаревшие выражения, хотя автор, в отличие от некоторых современников, не был приверженцем искусственной архаизации. Использование этих слов и выражений в трактатах «О государстве» и «О законах» обусловлено прежде всего действием диалога в прошлом, а также рассмотрением ряда исторических и правовых вопросов. В более поздних сочинениях Цицерона устаревших выражений меньше, и чаще встречаются неологизмы. Распределение архаизмов в трактате неравномерно: во второй книге, где речь идёт преимущественно об истории формирования смешанной формы правления в Риме, архаизмов вдвое больше, чем в первой книге, где обсуждаются вопросы теории государственного устройства. Цицерон пытался придать речам героев трактата колорит их времени, воссоздавая некоторые особенности разговорного языка этой эпохи. Трактат имеет и другие стилистические особенности: в нём довольно много антитез по сравнению с другими философскими сочинениями этого автора. Кроме того, Цицерон использует элементы устаревшей грамматики, всё ещё распространённой в официальных формулах и документах, но практически немыслимой в публичных выступлениях середины I века до н. э.
Во всех философских работах Цицерона довольно много цитат из классических авторов (особенно из поэзии). В трактате «О государстве» две цитаты задают тон книгам — длинная цитата из Катона Старшего в начале книги II (возможно, пересказ) и стих Энния во введении к книге V («Древний уклад и мужи — вот римской державы опора»). Дважды Цицерон использует переводы фрагментов из сочинений Платона — из «Государства» и из «Тимея». При этом обе цитаты немного изменены и адаптированы к стилю трактата.
Оформление указаний на смену говорящего в трактате единообразное, но не одинаковое. Высказывание другого участника диалога обозначается словами «Потом Сципион сказал…» и другими подобными оборотами (inquit Africanus, hic Laelius, tum Philus, et Scipio, inquit ille). Эта особенность отличает трактат от сочинения «О законах», в котором использовалась схема, применявшаяся в античной драматургии — имя и двоеточие. В переводах «О государстве» на современные языки постоянно повторяющиеся обороты, как правило, опускаются.
Цицерон изобразил участников диалога не механическими выразителями различных идей, а придал им индивидуальные черты — например, Туберон склонен к философствованию, а Лелий рассуждает как практик.

## Сохранность сочинения. Научное изучение. Влияние

### Рукописная традиция

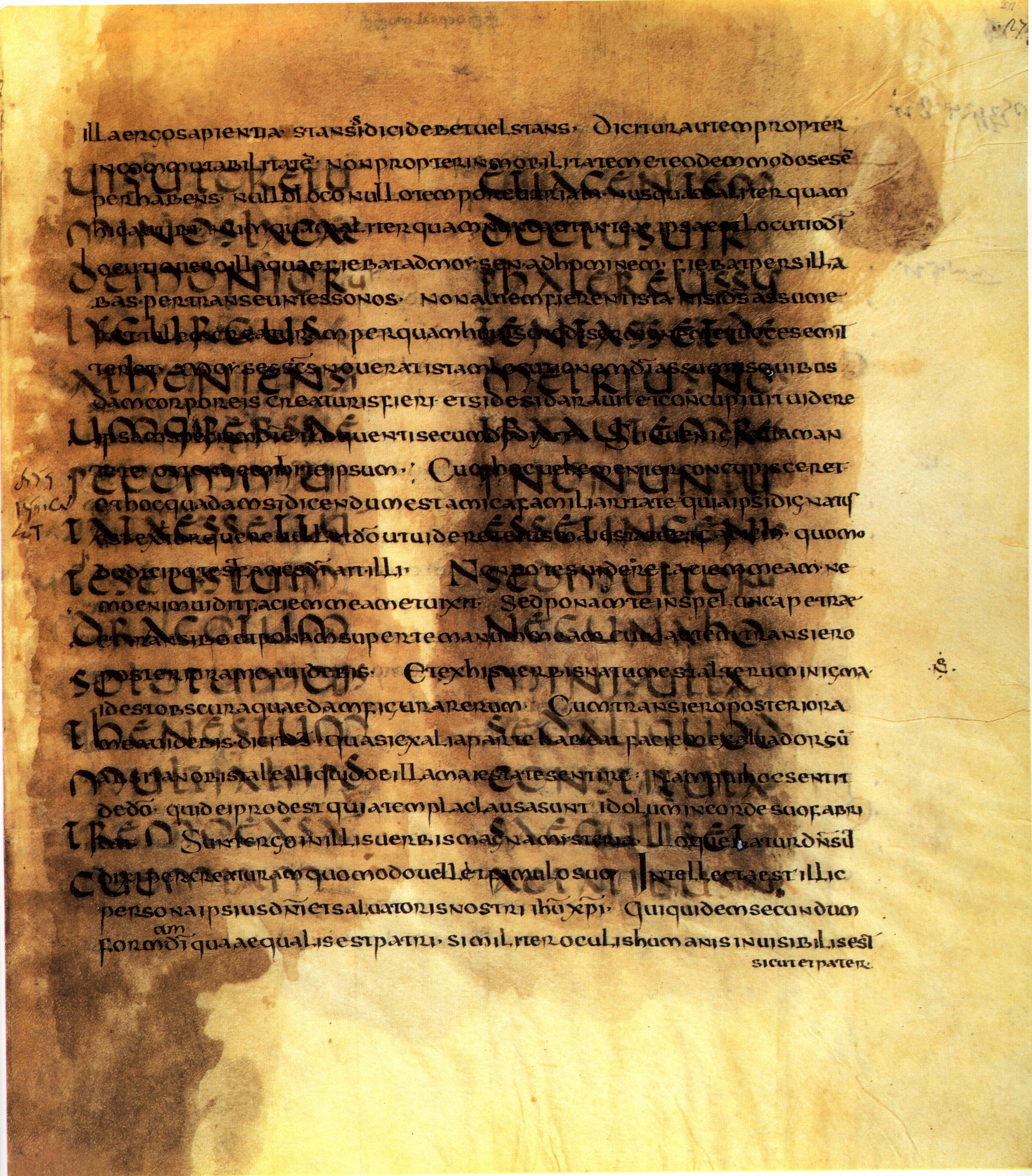
Лист палимпсеста Codex Vat. Lat. 5757, восстановленный с помощью химических реактивов (текст «О государстве» записан крупным шрифтом в две колонки)

Сочинение было хорошо известно в Риме вплоть до V века, после чего следы знакомства с полной версией трактата теряются. С этого времени сочинение известно только по выдержкам у других авторов. Оставался известен текст «сна Сципиона», записанного и откомментированного Макробием. В эпоху Возрождения гуманисты-антиквары разыскивали это сочинение Цицерона по монастырям и библиотекам не только в Западной Европе, но даже и в Польше. В декабре 1819 года префект Ватиканской апостольской библиотеки Анджело Маи (Май) обнаружил, что рукопись codex Vaticanus Latinus 5757 является палимпсестом: поверх рукописи «О государстве» были записаны комментарии Августина Аврелия к псалмам 119—140 (Enarrationes in Psalmos). 23 декабря Маи написал римскому папе Пию VII об открытии нового сочинения Цицерона и об обнаружении ещё одного палимпсеста в рукописи codex Vaticanus Latinus 5750.
Очень древняя рукопись — по разным оценкам, она относится к IV или V—VI векам, — была повторно использована в VII или начале VIII века переписчиками аббатства Боббио, которые не очень усердно стирали ранее написанный текст. На 151 листе содержались книги I и II (почти целиком), а также ряд фрагментов из книг III, IV и V. Объём находки оценивается примерно в 1/3 или 1/4 изначального сочинения. Текст трактата был записан двумя писцами (условно их называют A и B). A написал большую часть сохранившегося текста — первые две книги целиком и самое начало третьей книги; B переписывал третью книгу. Долгое время предполагалось, что по крайней мере часть пятой книги переписывал B, но в последнем издании Джонатана Пауэлла различия в почерке послужили основанием для отнесения спорного листа палимпсеста к третьей книге. Из-за особенностей повторного использования рукописи порядок листов изменился, что затрудняло восстановление оригинального текста. Большую помощь в реконструкции последовательности фрагментов оказали другие сочинения Августина, в частности, «О граде Божьем», в котором он часто цитирует «О государстве» Цицерона. Восстановить исходный текст помогали и выдержки из трактата в сочинениях других позднеантичных и раннесредневековых авторов (прежде всего Лактанция и Нония Марцелла).
Анджело Маи имел опыт работы с палимпсестами в Милане и опубликовал несколько античных текстов, хотя уровень его филологических навыков считается скромным. Благодаря навыкам Маи обнаружение им палимпсеста с трактатом Цицерона считается не случайным. Монахи-переписчики аббатства святого Колумбана в Боббио были известны небрежной зачисткой античных пергаментов, благодаря чему среди созданных в этом скриптории рукописей много палимпсестов. Небольшая группа манускриптов из Боббио попала в Ватиканскую библиотеку в 1618 году по просьбе папы Павла V. В описи книг библиотеки они числились под номерами от 5748 до 5776, а поскольку поверх были записаны не очень ценные рукописи, то французы не вывезли их во время наполеоновской оккупации. Считается, что Маи был заинтересован в скорейшем продвижении по службе и потому немедленно занялся поиском палимпсестов по уже известному методу, используя сильные и эффективные химикаты.
«Сон Сципиона» сохранился в нескольких рукописях XI—XII веков:
- Monacensis 14619, XII век (условное обозначение рукописи в изданиях трактата — E);
- Monacensis 6362, XI век (F);
- Mediceus, XI век (M);
- Parisinus 6371, XI век (P);
- Monacensis 14436, XI век (R);
- Monacensis 19471, XII век (T)[189].

### Издания и переводы

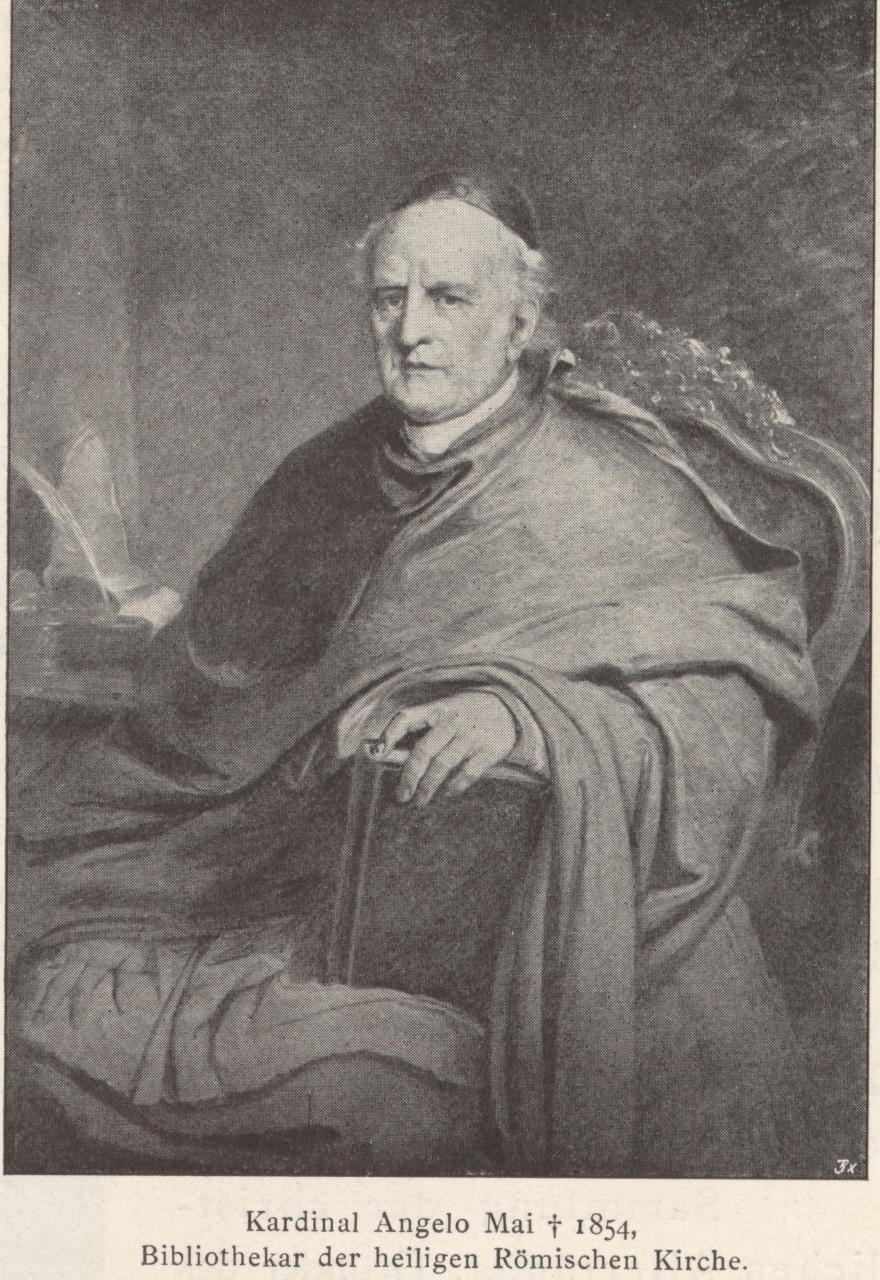
Анджело Маи (Май)

В 1822 году Анджело Маи впервые опубликовал полный текст трактата. Отмечается, что его первые миланские публикации найденных античных источников были довольно небрежными, поскольку Маи, как и все его соотечественники в начале XIX века, имел весьма слабую филологическую подготовку. Качество изданного им текста «О государстве» значительно лучшее, что считают следствием нескольких факторов: во-первых, Маи был хорошо знаком с языком Цицерона; во-вторых, он накопил достаточно опыта подобных публикаций; в-третьих, большую помощь ему мог оказать известный историк Бартольд Георг Нибур, который работал в Риме и был знаком с Маи. После editio princeps самое известное издание латинского текста «О государстве» выполнено под редакцией Конрата Циглера для серии «Bibliotheca Teubneriana» (выдержало несколько переизданий; в настоящее время признаётся «излишне осторожным».). Другие важные издания — Джеймса Цетцеля (неполное) и Джонатана Пауэлла.
Рецензируя неполное латинское издание Джеймса Цетцеля 1995 года, Пол Кейсер положительно оценил проделанную филологическую работу (текст Цетцеля отличается от стереотипного издания Циглера в прочтении 44 слов), отметив преимущественно филологический, а не философский характер комментариев, а также отсутствие критического аппарата. Джонатан Пауэлл высоко оценил издание и счёл его главным недостатком не всегда очевидный характер выбора фрагментов для комментирования и печати — по его мнению, из-за некоторых пропусков невозможно составить полное впечатление о важнейших темах, затронутых Цицероном. Отличия от издания Циглера, замечает Пауэлл, в основном возвращают текст ближе к палимпсесту. Полный перевод трактата на английский язык, выполненный Цетцелем в 1999 году, удостоился положительной оценки рецензента Брэда Инвуда, который поставил этот перевод выше Loeb Classical Library и вышедшего почти одновременно перевода Нила Радда.
В 2006 году Джонатан Пауэлл подготовил новое издание латинского текста. Пауэлл пересмотрел порядок некоторых фрагментов, восходящий ещё к editio princeps Маи и принятый Циглером. Например, один лист палимпсеста, ранее включавшийся в пятую книгу, британский исследователь перенёс в третью книгу, ориентируясь прежде всего на сходство почерка с листами, которые достоверно относятся к третьей книге. По-иному он расположил и выдержки из «Божественных установлений» Лактанция в третьей книге трактата, а также предложил несколько других изменений в расположении фрагментов. Оценки его работы смешанные. Рецензент Уилл Ширин оценил стиль филологической работы Пауэлла как «традиционный, но не (или не обязательно) консервативный». Эмендации Пауэлла он оценил как палеографически уместные и менее радикальные по сравнению с его пересмотром сложившегося порядка фрагментов. Проделавший ранее схожую работу Джеймс Цетцель признаёт удачный характер многих эмендаций по сравнению с текстом Циглера (некоторые из них были предложены различными филологами), но приводит примеры, когда исправления, по его мнению, усложняют понимание текста, а иногда и идут во вред. Отдельной претензией Цетцеля стала расстановка знаков препинания в латинский текст: он сравнивает обилие запятых с «нашествием саранчи». Не соглашается американский филолог и с обоснованностью переноса фрагмента пятой книги в третью своим британским коллегой, хотя и признаёт невозможность её надёжной локализации. В целом он признаёт издание Пауэлла ценным дополнением к другим существующим.
Трактат переведён на многие языки. На русский язык переводился дважды — в 1928 (Б. П. Яблонко) и 1966 годах в серии «Литературные памятники» (В. О. Горенштейн).

### Научное изучение

Сергей Утченко

«О государстве» часто привлекается в качестве важного источника по истории политической мысли Древнего Рима.
Предметом исследований трактат становился довольно часто. Из-за разнородной тематики книг сочинения затрагиваемые вопросы изучаются в различных работах. Важнейшим исследованием о взаимосвязи первой книги «О государстве» с Полибием считается «Теория смешанной конституции в античности» Курта фон Фрица. Существенный вклад в изучение проблемы внесли Фрэнк Уолбэнк, Дэвид Хам, Джон Норт. Раздел, посвящённый Цицерону в исследовании Фрица, несмотря на высокие отзывы работы в целом, иногда считается наименее ценным и наиболее противоречивым. Попытка Фрица реконструировать несохранившиеся части «Истории» Полибия через Цицерона не была уникальной — долгое время анализ смешанной конституции Цицероном признавался вторичным, и исследователи невысоко оценивали его концепцию.
В 1977 году вышла в свет монография Сергея Утченко «Политические учения Древнего Рима», одним из важнейших источников для которой был трактат «О государстве». В 1988 году издательство Калифорнийского университета выпустило монографию Нила Вуд «Социальная и политическая мысль Цицерона». Рецензент Аллен Уорд высоко оценил стремление автора показать ключевую роль политических трактатов Цицерона в подготовке современной политической мысли. Вместе с тем, по мнению рецензента, марксистские взгляды автора наложили отпечаток на не всегда корректное видение политической ситуации в Римской республике. Джеймс Джексон Барлоу положительно оценил работу Вуда, особенно подчеркнув стремление автора показать влияние политических идей Цицерона на новоевропейскую мысль и решительный отход от представления о вторичности Цицерона как философа. При этом он также отметил, что автору не удалось доказать, что свои настоящие взгляды Цицерон изложил в политических трактатах, а не в публичных выступлениях или письмах.
В 2013 году Джед Аткинс опубликовал монографию «Цицерон о политике и пределах разума: республика и законы», основанную на его докторской диссертации, защищённой в Кембриджском университете четырьмя годами ранее. Рецензент Кэтрин Стил высоко оценила эту работу, охарактеризовав её как «элегантный и тщательный анализ» политических взглядов Цицерона. Аткинс рассмотрел «О государстве» как своеобразный пролог «О законах», и его оценка диалогов как серьёзного вклада в развитие политической философии признаётся успешной. В числе достоинств работы британская исследовательница отмечает рассмотрение философии Цицерона за рамками изучения различий во взглядах с классиками греческой философии, предложение обоснованных решений некоторых проблем и доказательство зарождения концепции справедливой революции в «О государстве» (право народа на свержение тирана традиционно связывают с другим трактатом Цицерона — «О законах»). Стил оценивает заключение как довольно догматическое и сожалеет, что автор не остановился подробнее на связях его политических трактатов с идеями в окружении Цицерона и с его собственными взглядами, изложенными в других сочинениях.
В 2017 году в серии «Klassiker Auslegen» вышел сборник статей («коллективный комментарий»), посвящённый различным проблемам трактатов «О государстве» и «О законах». Статьи, посвящённые различным аспектам трактовки «О государстве», написали Терезе Фурер, Рене Брауэр, Йорн Мюллер, Отфрид Хёффе, Филипп Брюлльманн и Эрнст Шмидт.

### Влияние трактата

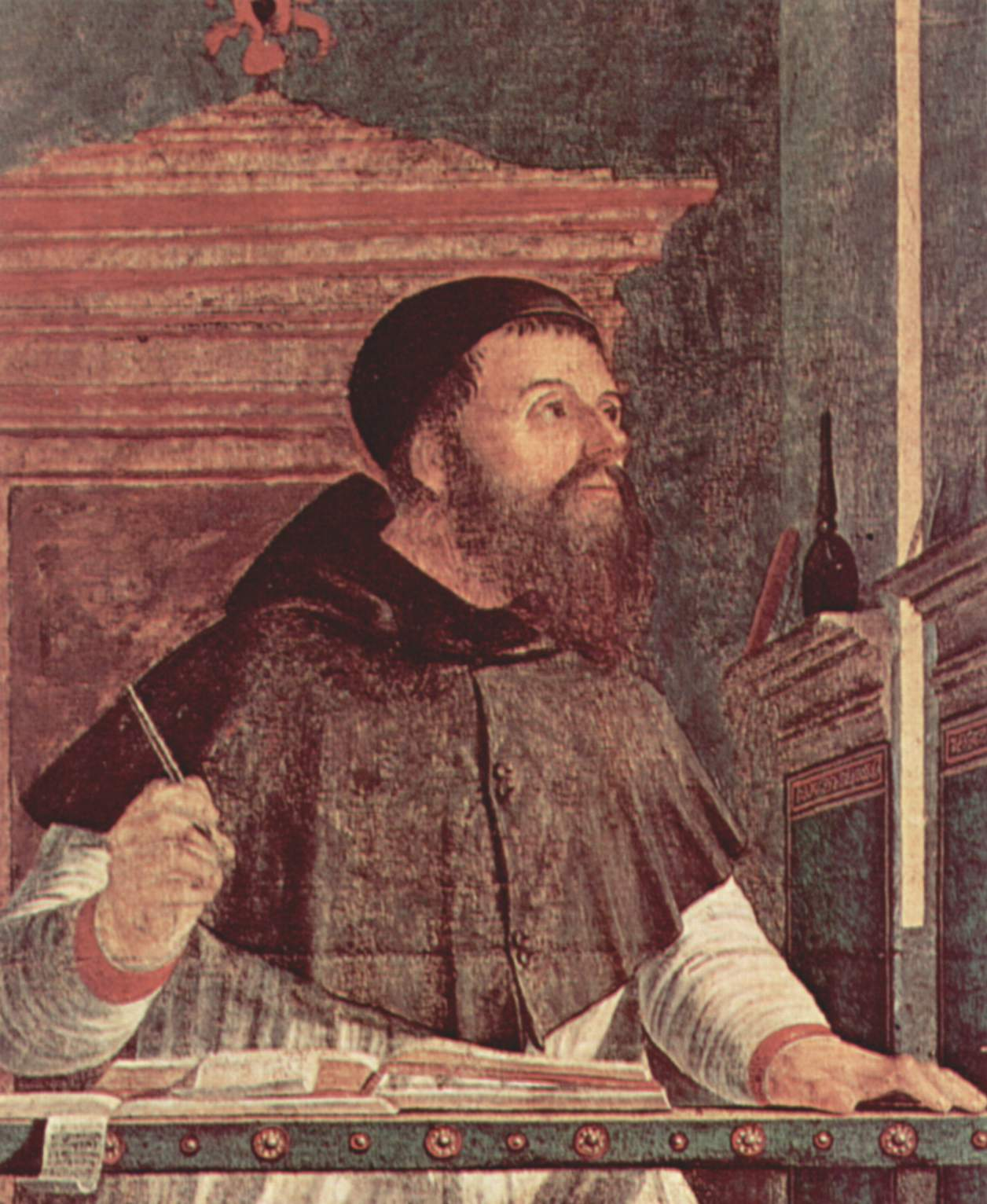
Витторе Карпаччо. Фрагмент картины «Видение святого Августина» (1502, Скуола ди Сан-Джорджо дельи Скяьвони, Венеция)

Трактат Цицерона пользовался большой популярностью и сразу после публикации, и в эпоху Римской империи. Его читали, в частности, Сенека (цитирует этот трактат трижды в «Нравственных письмах к Луцилию»), Плиний Старший (две цитаты в «Естественной истории»), Авл Геллий (три цитаты в «Аттических ночах»). Карлос Норенья замечает, что рассуждения Тита Ливия о свободе и монархии перекликаются с выводами Цицерона в «О государстве» и «Об обязанностях». Влиятельной оказалась и сама форма сочинения: «О государстве» и риторический трактат «Об ораторе» стали одними из первых философских диалогов в латинской литературе, наряду с сочинениями правоведа Марка Юния Брута и энциклопедиста Марка Теренция Варрона. Гульельмо Ферреро развил идею о намерении Октавиана Августа восстановить Римскую республику по модели, изложенной в «О государстве». Почти одновременно Эдуард Мейер предположил, что «О государстве» было теоретическим обоснованием «принципата» Гнея Помпея Великого. Иную точку зрения высказывал, например, Сергей Утченко: по его словам, Цицерон «оказывается невольным идеологическим предтечей принципата, а отнюдь не сознательным апологетом новой формы правления».
Августин Аврелий отталкивается от определения государства Цицероном, создавая собственное. При этом Августин читал полную версию трактата, поскольку он однажды ссылается на фрагмент, отсутствующий в обнаруженном палимпсесте. Одна цитата из третьей книги трактата имеется в «Этимологиях» Исидора Севильского.
В Средние века и Новое время были доступны только «сон Сципиона» и основные идеи трактата, сохранённые позднеантичными авторами. Александр Поуп сделал строку из «сна Сципиона» эпиграфом к «Письму к Арбетноту». В 1798 году Жозеф Бернарди попытался реконструировать текст трактата по сохранившимся фрагментам.
В январе 1820 года вдохновлённый известиями об открытии текста «О государстве» Джакомо Леопарди написал канцону «К Анджело Маи» (Ad Angelo Mai). Леопарди рассматривал находку как подтверждение великого прошлого Италии, которое поможет возрождению страны. Из-за романтических аллюзий на современную ситуацию в Италии публикация этого стихотворения в Ломбардии была запрещена австрийской администрацией. Editio princeps Маи было встречено осторожно: Пьетро Джордани и его друг Джузеппе Монтани посмеялись над посвящением издания Пию VII и сравнением римского папы с Цицероном, а многие европейские интеллектуалы были разочарованы отсутствием новизны в содержании трактата, хотя и признавали его изящество.
Идея Цицерона о взаимном уравновешивании (система сдержек и противовесов) оказала определённое влияние на развитие конституционных идей. Впрочем, как замечает Джеймс Цетцель, трактат был обнаружен слишком поздно, чтобы оказать существенное влияние на политическую мысль, — в Европе XIX века началось увлечение Цезарем и монархическими идеями. В 1930-е годы в Германии некоторые нацистские пропагандисты трактовали рассуждения Цицерона об идеальном государственном деятеле как проявление потребности в сильном харизматичном лидере.

## Комментарии и цитаты

### Комментарии
1. ↑  Впрочем, допускается, что Цицерон использовал автобиографию Рутилия Руфа (одного из участников вымышленного диалога) для разработки концепции диалога и заимствования некоторых деталей[36].
2. ↑  Незадолго до трактата «О государстве» Цицерон уже писал трактат, действие которого разворачивалось незадолго до смерти главного героя — «Об ораторе»[43]. Сергей Утченко подчёркивает, что в самых явных чертах внешнего сходства политических трактатов греческого и римского авторов кроются и существенные различия. Так, у Платона действие диалога происходит в доме негражданина, у Цицерона — в доме самого могущественного римлянина; герои Платона собрались на празднике иноземной (фракийской) богини, а кружок Сципиона отмечал старо-римские Латинские празднества; Платон завершает сочинение откровением очнувшегося от смерти, Цицерон использует более правдоподобное обстоятельство — сновидение[44][45].
3. ↑  Цицерон хорошо знал диалектический метод постижения истины и использовал его в ряде сочинений, но «О государстве» и «О законах» обычно называются в числе исключений[49].
4. ↑  В переводах трактата Цицерона на русский язык и в современной научной литературе res publica переводится как «государство», в англоязычных переводах и исследованиях — state (государство), republic (республика), но чаще всего — commonwealth (содружество). При этом Джеймс Цетцель замечает, что в английском языке последний термин особенно удобен из-за «отсутствия современной специфичности» (its very lack of modern specificity makes it useful). При этом, по его замечанию, под commonwealth следует понимать не наднациональную организацию (Британское Содружество), а образование наподобие Содружества Массачусетса или Содружества Виргинии[91]. Некоторые правоведы отрицают возможность применения термина «государство» к античным гражданским общинам из-за иного характера древней политической организации по сравнению с современными образцами, несмотря на преемственность между античными и современными определениями государства. Вера Дементьева отмечает существование разных подходов к применению понятия «государство» к Римской республике и греческим полисам: в испанской и итальянской историографии распространена точка зрения об анахроничности термина «государство», как и среди немецких правоведов, однако среди немецких историков античности он прочно закрепился. На современное состояние русскоязычной традиции повлияла международная дискуссия о характере древней государственности на страницах журнала «Вестник древней истории» в 1989—1990 годах[92]. В специальных исследованиях распространено использование оригинальных терминов res publica и civitas.
5. ↑  Этимологическая связь между populus и publicus не является общепризнанной в филологии. Её признают Альфред Эрну и Антуан Мейе, основываясь на эпиграфическом материале (poplicod, poplice, poplicus)[95]. Однако Михель де Ваан[англ.] связывает происхождение publicus с pubes, отрицая прямую связь с populus на основании наличия долгого «ū», которое не могло возникнуть при происхождении от протоиталийского *poplo-[96].
6. ↑  В римском частном праве в I веке до н. э. res publicae, «общественные вещи» (государственная собственность), противопоставлялись res privatae, «вещам частным» (частной собственности)[100].
7. ↑  В переводе В. О. Горенштейна и coetus, и societas переданы как «соединение».
8. ↑  По мнению Рене Брауэра, указание на societas позволяет Цицерону лучше показать государство как имущество группы людей, образовавших общество наподобие коммерческого[101].
9. ↑  В понятийном аппарате древнегреческих мыслителей форма внутренней организации государства обозначалась словом «πολιτεία» [politeia][104], хотя оно использовалось и в более широком значении — в частности, как политическая культура государства[105]. Аристид Доватур перевёл этот термин в «Политике» Аристотеля как «вид государственного устройства». Поскольку в середине I века до н. э. латинские эквиваленты для греческих терминов ещё не сложились, Цицерон обычно использует обороты «forma rei publicae» и «forma civitatis» в этом значении греческого термина; при этом Джед Аткинс настаивает, что «forma» у Цицерона не является отсылкой к философии Платона[104]. Римский автор также применяет синонимичные обороты «genus rei publicae» и «status rei publicae» (буквально «род государства» и «состояние государства» соответственно; все эти обороты переведены на русский язык как «вид государственного устройства» и «государственное устройство»). В научной литературе используются также термины «конституция» и «форма правления»[106][107][108].
10. ↑  В переводе В. О. Горенштейна на русский язык используются другие термины: «…царь оказывается властелином, оптиматы кликой, народ изменчивой толпой».
11. ↑  Сципион не только приводит рациональные аргументы в поддержку монархии, но и призывает «свидетелей» (Юпитера и Ромула), как если бы это было судебное состязание[119][120].
12. ↑  Используемая Цицероном терминология для обозначения изменений форм государственного устройства (conversio, orbis) заимствована из античной астрономии (см. раздел «#Космические параллели») и нередко переводится неологизмом «революция»[124][125][126].
13. ↑  Temperatio — надлежащее смешение, правильное соотношение; правильное устройство.
14. ↑  Аргументом в поддержку заимствования этой идеи у Полибия Сергей Утченко называет её озвучивание устами Сципиона Эмилиана, лично знакомого с греческим автором[109]. Эндрю Линтотт замечает, что Цицерон, во-первых, достоверно не знал о дискуссиях в сципионовском кружке, а во-вторых, не ставил целью исторически точно реконструировать взгляды Сципиона[22].
15. ↑  Цицерон допускал, что идеально устроенное государство может пасть из-за серьёзных ошибок правителей[133].
16. ↑  По версии Цицерона, основание Рима произошло в 751[134] или 750 году до н. э., а не в 753 году до н. э.[цитата 14]
17. ↑  Compensatio (conpensatio) — возмещение, компенсация; вознаграждение, уравнивание, уравновешивание; взаимное погашение обязательств.

### Цитаты
1. ↑  Цицерон. О государстве, I, 39: «Государство есть достояние народа, а народ не любое соединение людей, собранных вместе каким бы то ни было образом, а соединение многих людей, связанных между собою согласием в вопросах права и общностью интересов» (здесь и далее трактат «О государстве» цитируется в переводе В. О. Горенштейна). Оригинал: «Est igitur… res publica res populi, populus autem non omnis hominum coetus quoquo modo congregatus, sed coetus multitudinis iuris consensu et utilitatis communione sociatus».
2. ↑  Цицерон. О государстве, I, 45: «Поэтому я и считаю заслуживающим наибольшего одобрения, так сказать, четвёртый вид государственного устройства, так как он образован путём равномерного смешения трёх его видов, названных мною ранее».
3. ↑  Цицерон. О государстве, II, 5: «Что касается места для города, которое каждый, пытающийся создать долговечное государство, должен намечать весьма осмотрительно, то Ромул выбрал его необычайно удачно».
4. ↑  Цицерон. О государстве, II, 15: «Совершив это [создание сената], Ромул прежде всего понял и признал правильным то же самое, что несколько ранее в Спарте понял Ликург: посредством единоличного империя и царской власти можно лучше повелевать и править государствами в том случае, когда к этому виду власти присоединяется авторитет всех лучших граждан».
5. ↑  Цицерон. О государстве, II, 24: «…наши предки, хотя они были тогда дики, поняли, что следует требовать царской доблести и мудрости, а не царского происхождения».
6. ↑  Цицерон. О государстве, II, 64-65: [Туберон]: «…Но я всё же не узнал из твоих слов, какими порядками, какими обычаями или, лучше, какими законами можем мы сохранить то самое государство, которое ты превозносишь. [Сципион]: Я думаю, Туберон, мы вскоре найдем более подходящий случай для подробного рассмотрения вопроса о том, как создают и сохраняют государства…».
7. ↑  Цицерон. О государстве, V, 23: «Если отдалённые поколения пожелают передать своим потомкам славу, полученную каждым из нас от отцов, то всё-таки, вследствие потопов и сгорания земли (а это неминуемо происходит в определённое время), мы не можем достигнуть, не говорю уже — вечной, нет — даже продолжительной славы».
8. ↑  Цицерон. Письма к брату Квинту, II, 12, 1: «Пишу сочинение под названием „Государство“, о котором я сообщал тебе (Scribebam illa quae dixeram πολιτικά, spissum sane opus et operosum); оно подвигается медленно и с большим трудом. Но если оно будет соответствовать моим ожиданиям, то мой труд оправдается; если нет, брошу его в это самое море, на которое я смотрю во время работы, и приступлю к другим сочинениям, так как не могу оставаться без дела» (пер. В. О. Горенштейна).
9. ↑  Цицерон. Письма к Аттику, IV, 16, 2: «Варрон, о котором ты пишешь мне, будет упомянут в каком-нибудь месте, если только найдётся место. Но ты знаешь, в каком роде мои диалоги; как в диалогах „Об ораторе“, которые ты превозносишь до небес, так и здесь оказалось невозможным, чтобы рассуждающие упоминали о ком-либо, кроме тех, кто был известен им или о ком они слыхали. Начатое мной рассуждение о государстве я веду от имени Африканского, Фила, Лелия и Манилия. К ним я присоединил молодых людей Квинта Туберона, Публия Рутилия, двоих зятьёв Лелия — Сцеволу и Фанния. Поэтому, раз я пишу вступление к каждой книге, как Аристотель в сочинениях, которые он называет эксотерическими, то я и хотел что-нибудь придумать, чтобы не без основания назвать его имя: понимаю, что это угодно тебе. О, если бы только я мог довести до конца начатое! Тебе вполне ясно, что я взялся за обширный предмет, важный и требующий очень большого досуга, — а его мне очень недостает».
10. ↑  Цицерон. Письма к брату Квинту, III, 5 (6), 1: «Ты спрашиваешь, как обстоит у меня дело с теми книгами, которые я начал писать, будучи в кумской усадьбе; не прекращал и не прекращаю работы, но уже не раз изменял весь замысел и построение сочинения. Я уже написал две книги, в которых излагается беседа между Африканским (незадолго до его смерти) и Лелием, Филом, Манилием, Квинтом Тубероном, Публием Рутилием и зятьями Лелия Фаннием и Сцеволой, происходившая во время девятидневных празднеств в консульство Тудитана и Аквилия, — беседа, распределённая на девять дней и книг, о наилучшем государственном устройстве и наилучшем гражданине (произведение создавалось действительно отличное, а высокое достоинство участников придавало их высказываниям значительный вес)».
11. ↑  Цицерон. О дивинации, II, 3: «К названным книгам следует ещё причислить шесть книг „О государстве“, они были написаны мною в ту пору, когда я ещё держал в руках кормило управления республикой, и в них исследуется важный вопрос, имеющий прямое отношение к философии, вопрос, которым много занимались Платон и Аристотель, Теофраст и всё семейство перипатетиков» (пер. М. И. Рижского).
12. ↑  Цицерон. О государстве, I, 37: «…ибо надеюсь, что сказанное тобою будет для нас гораздо полезнее, чем всё, написанное греками».
13. ↑  Цицерон. О государстве, I, 42: «И вот, когда верховная власть находится в руках у одного человека, мы называем этого одного царём, а такое государственное устройство — царской властью. Когда она находится в руках у выборных, то говорят, что эта гражданская община управляется волей оптиматов. Народной же (ведь её так и называют) является такая община, в которой все находится в руках народа». Оригинал — «Quare cum penes unum est omnium summa rerum, regem illum unum vocamus, et regnum eius rei publicae statum. Cum autem est penes delectos, tum illa civitas optimatium arbitrio regi dicitur. Illa autem est civitas popularis — sic enim appellant, — in qua in populo sunt omnia»
14. ↑  Цицерон. О государстве, II, 18: «В самом деле, если Рим, как возможно установить на основании летописей греков, был основан во втором году седьмой олимпиады...».
15. ↑  Цицерон. О государстве, I, 69: «Ибо желательно, чтобы в государстве было нечто выдающееся и царственное, чтобы одна часть власти была уделена и вручена авторитету первенствующих людей, а некоторые дела были предоставлены суждению и воле народа».
16. ↑  Цицерон. О государстве, I, 53: «…когда людям, занимающим высшее, и людям, занимающим низшее положение, — а они неминуемо бывают среди каждого народа — оказывается одинаковый почет, то само равенство в высшей степени несправедливо».

### Текст
- Cicero. On the Republic. On the Laws / Transl. by C. W. Keyes. — Loeb Classical Library, vol. 213; Cicero, vol. XVI. — Cambridge, MA; London: Harvard University Press, 1928.
- M. Tullius Cicero. De re publica / Ed. K. Ziegler. — Bibliotheca Teubneriana. — Lipsiae, 1958.
- M. Tullius Cicero. Vom Gemeinwesen / Ed. K. Büchner. — Zürich, 1960.
- Цицерон. Диалоги: О государстве. О законах. / Пер. В. О. Горенштейна, прим. И. Н. Веселовского и В. О. Горенштейна, ст. С. Л. Утченко. Отв. ред. С. Л. Утченко. (Серия «Литературные памятники»). — М.: Наука, 1966. — 224 стр. (переиздавались)

### Исследования
- Грималь П. Цицерон. — М.: Молодая гвардия, 1991. — 543 с.
- Утченко С. Л. Политико-философские диалоги Цицерона («О государстве» и «О законах») // Марк Туллий Цицерон. Диалоги. — М.: Ладомир—Наука, 1994. — С. 153—174.
- Утченко С. Л. Политические учения Древнего Рима. — М.: Наука, 1977. — 255 с.
- Утченко С. Л. Цицерон и его время. — М.: Мысль, 1972. — 390 с.
- Atkins J. W. Cicero on Politics and the Limits of Reason: the Republic and Laws. — Cambridge: Cambridge University Press, 2013. — 270 p.
- Ciceros Staatsphilosophie. Ein kooperativer Kommentar zu De re publica und De legibus. — Berlin; Boston: De Gruyter, 2017. — 195 S.
- Keyes C. W. Introduction // Cicero. On the Republic. On the Laws / Transl. by C. W. Keyes. — Loeb Classical Library, vol. 213; Cicero, vol. XVI. — Cambridge, MA; London: Harvard University Press, 1928. — P. 1—10.
- Powell J. G. F. The rector rei publicae of Cicero’s De Republica // Scripta Classica Israelica. — 1994. — № 13. — P. 19—29.
- Sharples R. Cicero’s Republic and Greek Political Theory // Polis. — 1986. — № 5, part 2. — P. 30—50.
- Wood N. Cicero’s Social and Political Thought. — Berkeley; Los Angeles: University of California Press, 1988.
- Zetzel J. Introduction // Cicero. On the Commonwealth and On the Laws / Ed. by J. Zetzel. — Cambridge: Cambridge University Press, 1999. — P. VII—XLVIII.